# Ryūhei Matsuda
Pour les articles homonymes, voir Matsuda.
Ryūhei Matsuda (松田龍平, Matsuda Ryūhei) est un acteur japonais né le 9 mai 1983 au Japon, à Tokyo. 

## Biographie
Il est le fils de deux acteurs : Miyuki Matsuda et Yusaku Matsuda, mort six ans après la naissance de son fils. Il est aussi le frère aîné de Shōta Matsuda. 
Le film qui l'a véritablement lancé est Tabou de Nagisa Oshima, film dans lequel il joue le rôle du troublant samouraï Sōzaburō Kanō, sa prestation est saluée et lui vaut de nombreuses récompenses. Il s'investit par la suite dans le film Nana, un drame musical où il change complètement de registre en campant le guitariste d'un groupe de rock épris de Mika Nakashima.
Il est également mannequin pour des magazines japonais.

## Filmographie
- 1999 : Tabou (Samurai Sozaburo Kano) de Nagisa Oshima
- 2000 : San oku -yen jiken
- 2001 : Hashire! Ichiro
- 2001 : Love Ghost
- 2002 : Aoi Haru (Tiré du manga éponyme de Taiyou Matsumoto (Printemps Bleu)) de Toshiaki Toyoda
- 2003 : Renai Shashin
- 2003 : 17 sai
- 2003 : 9 souls de Toshiaki Toyoda
- 2003 : Hachigatsu no kariyushi
- 2003 : Karaoke Terror (Showa kayo daizenshu)
- 2004 : Cutie Honey
- 2004 : Izo
- 2004 : Otakus in Love
- 2005 : Kodoku eno Kuchizuke
- 2005 : Rampo Noir (Ranpo jigoku)
- 2005 : Gime Heaven
- 2005 : Nana (Ren Honjo)
- 2006 : Big Bang Love, Juvenile A (４６億年の恋, 46-okunen no koi) de Takashi Miike
- 2006 : Chosyu Five
- 2006 : Nightmare Detective (Akumu Tantei) de Shinya Tsukamoto
- 2007 : The World Is Wonderful Sometimes (Sekai ha Tokidoki Utsukushii)
- 2007 : Purukogi
- 2007 : Tokyo Serendipity (Koisuru Madori)
- 2007 : Ahiru Kamo
- 2007 : Densen Uta (The Suicide Song)
- 2008 : Nightmare Detective 2 (Akumu Tantei) de Shinya Tsukamoto
- 2008 : Dare mo mamotte kurenai
- 2009 : Tsurugidake: Ten no Ki
- 2009 : Hagetaka
- 2009 : The Cannery Ship (Kanikosen)
- 2010 : Boys on the Run
- 2013 : The Great Passage (舟 を 編む Fune o Amu?)
- 2014 : The Raid 2
- 2017 :  Avant que nous disparaissions de Kiyoshi Kurosawa : Shinji Kase

## Télévision
- 2007 : Hagetaka
- 2008 : Ashita no Kita Yoshio

## Récompenses
Liste des prix reçus pour le film Gohatto :
- The 42nd Blue ribbon Award /newcomer prize
- The 37th Golden arrow Award/ movie newcomer prize.
- The 23rd Japanese Academy Award /newcomer prize.
- The 9th movie critic prize /newcomer prize.
- The 74th Cinema junpo the best 10/ newcomer prize.
- The 55th Mainichi film compettition/ newcomer prize.
- The 22th Festival du film de Yokohama/ newcomer prize.